# 琴平站 (北海道)
琴平站（日语：／ Kotohira eki */?）是一個曾經存在於日本北海道中川郡中川町的鐵路車站，在1990年（平成2年）9月1日廢站之前原本是北海道旅客鐵道宗谷本線的沿線車站之一。因利用率過低，與深名線上的新富及石北本線上的伊奈牛一同廢站。在廢站之前每日僅有往返各三班普通列車停靠本站。

## 停用前車站構造
只有短月台、候車室的1面1線車站。附近為天鹽川，並與北海道道541號問寒別佐久停車場線並排而行。附件只有極少的房屋，而東方則是山區。

## 歷史
- 1955年（昭和30年）12月2日 - 以日本國有鐵道之琴平假乘降場（臨時停靠站）的身份啟用。
- 1987年（昭和62年）4月1日 - 國鐵分割民營化，本站劃歸由JR北海道繼承，並在同時升格為琴平站。
- 1990年（平成2年）9月1日 - 車站停用。

## 現況
廢站後相關設施陸續撤除，因此目前已很難確認原本的站跡。

## 相鄰車站
北海道旅客鐵道
宗谷本線
佐久－琴平－天鹽中川